# カリフォルニアの青い空
「カリフォルニアの青い空」（カリフォルニアのあおいそら、英語: It Never Rains In Southern California）は、アルバート・ハモンドが1972年に発表した楽曲。72年末から73年にかけてヒットした。

## 解説
作詞作曲はアルバート・ハモンドとマイク・ヘイズルウッド。ハモンドはイギリス出身のシンガーソングライターで、1970年代初めにアメリカ合衆国に移住した。本作品は同名のアルバム『It Never Rains in Southern California』に収録されており、ビルボード（Billboard）誌で、1972年12月16日に、週間ランキング最高位の第5位を獲得した。ビルボード誌1972年年間ランキングは第54位。
イギリスでは、ドゥービー・ブラザーズの「Listen to the Music」とともに、ラジオでの放送回数が多く、頻繁に放送されたにもかかわらず、チャート入りすることはなかった。1970年代を通して、このレコードは少なくとも5回、複数のレーベルから再発売された。しかし、さらに放送される機会が重なったにもかかわらず、イギリスのトップ40チャートに入ることはなかった。
歌詞の内容は、ハリウッドでの成功を目指して、ボーイング747型機でカリフォルニア州へやってきた俳優が、テレビの仕事も映画の仕事も思うようにいかず、成功を掴むことができないで、悪戦苦闘の末に自暴自棄になる姿を歌っている。コーラスの部分では「カリフォルニアでは雨は降らないけど、そう言えばこうも言われていた。降れば土砂降り、ああ土砂降りだ。 (It never rains in California, but girl don't they warn ya. It pours, man it pours.)」と歌われる。アルバート・ハモンドはその後も「ダウン・バイ・ザ・リバー」「フリー・エレクトリック・バンド」(1973)などの曲を発表した。また、「落葉のコンチェルト」(1984)「風のララバイ」(1981)は日本独自のヒットとなっている。
ハモンドは作曲家としても、ホリーズの「安らぎの世界」(1974)、カーペンターズの「青春の輝き」(1976)、レオ・セイヤーの「ウェン・アイ・ニード・ユー」(1977)などを提供した。1989年、ハモンドはベスト・アルバム『Best of Me』のために、この曲の再録音を行なった。

## 南沙織のカバーシングル
『カリフォルニアの青い空』（カリフォルニアのあおいそら）は、南沙織通算8枚目のシングル。1973年7月5日発売。発売元はCBS・ソニー。

### 収録曲
1. カリフォルニアの青い空（3:07）
  - 作詞・作曲: Albert Hammond, Mike Hazlewood 編曲: 穂口雄右
2. 雨に消えた初恋（3:28）
  - 作詞・作曲: Artie Kornfeld, Steve Duboff 編曲: 筒美京平

### 収録作品（LP・CD）
- カリフォルニアの青い空
  - 傷つく世代
  - 南沙織 ポップスを歌う
  - シンシア・ラブ
  - THE BEST / 南沙織 -1978年11月版-
  - 南沙織ベスト Recall 〜28 SINGLES SAORI + 1〜
  - Cynthia Memories
  - ドーナツ盤型12cmCDコレクション
  - Cynthia Premium
  - GOLDEN☆BEST 南沙織 コンプリート・シングルコレクション
  - ゴールデン☆アイドル 南沙織
  - CYNTHIA ALIVE
- 雨に消えた初恋
  - 傷つく世代
  - Cynthia Memories
  - ドーナツ盤型12cmCDコレクション
  - Cynthia Premium

## その他のカバー
- 荒川務 - （1974年 - アルバム『太陽の日曜日』収録）
- 広瀬香美 - （1997年 - アルバム『Thousands of Covers Disc1』収録）
- 藤井風-自身のYouTubeで2017年に　　　　　　　　　　カバー動画を出している。